# Dorian Brown
Dorian Brown Pham (Charlotte, Carolina del Norte; 8 de abril de 1979) es una actriz estadounidense. Ha protagonizado las series Wilfred (2011-2014) y Roommates (2009).

## Carrera
Cursó estudios de danza cuando niña, y posee una licenciatura en bellas artes en actuación de la Universidad Hofstra.
Ha sido un personaje recurrente en NCIS y estrella invitada en la serie Accidentally On Purpose, Romantically Challenged, Psych y Cold Case.
En el cine ha tenido un papel principal en He’s Such a Girl, dirigida por Sean Carr, y Mercy, dirigida por Patrick Hoelck.
Aparece en sobrenatural la temporada 7 capítulo 7 " los mentalistas" como melanie golden.
Tuvo una participación estelar en "Running wild" ("El galope salvaje", versión latina), dirigida por Alex Ranarivelo, en donde la productora ejecutiva fue Sharon Stone.